# 쿠루핀
쿠루핀(Curufin)은 《실마릴리온》 등장인물이다. 놀도르 왕족으로 페아노르의 오남이다. 그는 부친의 대장장이 기질을 가졌고 성격과 외모가 닮아 페아노르에게 큰 사랑을 받았다. 손재주는 이후 대를 이어 외아들 켈레브림보르에게도 전해진다. 다만, 자기 아버지와 
아들과 같이 이름 남긴 작품은 전해지지 않는다.

## 행적
태양의 첫 시대 당시 벨레리안드 동쪽의 아글론 고갯길을 영토로 다스렸다. 모르고스의 공격에 영토를 빼앗긴 후 핀로드 펠라군드의 땅
나르고스론드로 백성을 이끌고 이동했다.
이후 핀로드는 베렌이라는 인간에게 이전에 그의 혈육에게 받은 도움을 생각하여 협조하고자 하니, 쿠루핀이 탐욕으로 인해 협조하지 못하게 방해하자 핀로드가 나르고스론드의 왕권을 조카 오로드레스에게 양위하고 떠나게 만든다.(오로드레스는 설정 변화가 있어 친동생 혹은 조카라는 설이 공존함)
그의 악행 때문에 결국 나르고스론드에 추방될 때 그의 아들 켈레브림보르에게 의절까지 당하게 된다. 핀로드와 함께 했던 베렌과 다시 한 번 더 조우하게 되었을 때 그는 베렌을 살해하려고 했으나, 축복받은 땅의 사냥개에게 방해당하여 가진 것을 모두 뺏기고 생명만 보존한 상태로 떠난다.

## 최후
겨울철 놀도르의 기습으로 일어난 요정의 2차 동족 살해에 가담했고 이 과정에서 자신의 형제 삼남 켈레고름, 사남 카란시르와 같이 도리아스에서 사망한다. 구체적인 사망 장소와 그곳에서의 행동 등은 알려지지 않았다.

## 기타
형제 중 삼남 켈레고름과 친했으며 동벨레리안드에 머무를 때 같이 영지를 다스렸다. 사촌 아레델과도 친분이 있다고 언급된다.
그는 페아노르의 일곱 아들 중 유일하게 자식
켈레브림보르를 두었다.